# Hedeby
Hedeby (phát âm tiếng Đan Mạch: [ˈheːð̩byːˀ], Bắc Âu cổ Heiðabýr, Đức Haithabu) là một khu định cư quan trọng của người Viking từ thế kỷ thứ 8 đến thế kỷ thứ 11 nằm ở phía nam bán đảo Jutland, thuộc huyện Schleswig-Flensburg, bang Schleswig-Holstein, Đức. Nó được coi là địa điểm khảo cổ quan trọng nhất tại Schleswig-Flensburg.
Khu định cư được phát triển như một trung tâm thương mại ở đầu một vịnh nhỏ được gọi là Schlei, kết nối với biển Baltic. Vị trí thuận lợi vì chỉ cách sông Treene 15 km. Đây là con sông hợp lưu với sông Eider đổ ra biển Bắc, khiến nơi đây trở thành một địa điểm thuận tiện, nơi hàng hóa và tàu có thể được di chuyển đường biển từ Baltic qua biển Bắc không bị gián đoạn bằng con đường tạo thành từ gỗ và tránh một đoạn đường vòng nguy hiểm và tốn thời gian qua Jutland. Chính vì vậy mà Hedeby với một vai trò tương tự như Lübeck. Hedeby là thị trấn Bắc Âu lớn thứ hai trong thời kỳ Viking, sau Uppåkra ở miền nam Thụy Điển ngày nay. Thành phố Schleswig sau này được thành lập ở phía bên kia của Schlei. Hedeby đã bị bỏ hoang sau khi bị phá hủy vào năm 1066.
Hedeby đã được tái phát hiện vào cuối thế kỷ 19 và các cuộc khai quật bắt đầu vào năm 1900. Bảo tàng Haithabu được mở bên cạnh khu vực này vào năm 1985.